# Johan Schirmer
Johan Schirmer, död 1723 i Stockholm, var en svensk förgyllarmästare och målare.
Schirmer nämns som förgyllarmästare i Stockholm 1709 där han ägde ett hus. På 1690-talet arbetade han med förgyllning och målning på Stockholms slott. Tillsammans med Nicolaus Schultz utförde han målningen av flyglarna till altarskåpet i Stockholms Storkyrka. 